# Retama monosperma
Retama monosperma, comummente conhecida como piorno-branco, é uma espécie de planta com flor pertencente à família Fabaceae.  
A autoridade científica da espécie é (L.) Boiss., tendo sido publicada em Voyage botanique dans le midi de l'Espagne 2(5): 144. 1840.

## Descrição
Trata-se de uma espécie microfanerófita, isto é, uma arvore pequena ou um arbusto. 
Geralmente não orça mais de quatro metros de altura. Dispõe de ramadas arredondadas, que se revestem de uma penugem sedosa acinzentada, quando o piorno-branco ainda é jovem, que se tornam glabrescentes, quando a árvore se faz adulta.
As folhas exibem folíolos lanceolados e revestidos a penugem nas duas faces. As inflorescências axilares podem ser solitárias ou geminadas, com 10 a 26 flores. As brácteas e as bractéolas são lanceoladas ou ovado-elípticas. O cálice é de feitio campanulado ou cilíndrico, bilabiado, avermelhado, glabro, com os lóbulos do lábio superior muito próximos dos do lábio inferior. A corola, por seu turno, é branca. A flor tem um androceu com 4 estames curtos com anteras fixas na base. 
Conhece ampla utilização ornamental, seja para decoração ruderal das redes de estradas, seja inserida na ornamentação verde de espaços urbanos.

## Portugal
Trata-se de uma espécie presente no território português, nomeadamente em Portugal Continental. 
Mais concretamente, medra em todas as zonas do Centro-Oeste, salvo o Centro-Oeste arenoso; em todas as zonas do Centro-Sul, salvo do Centro-Sul Miocénico; em todas as zonas do Sudeste; e em todas as zonas algarvias, com excepção das Berlengas. 
Em termos de naturalidade é nativa da região atrás indicada.

## Protecção
Não se encontra protegida por legislação portuguesa ou da Comunidade Europeia.